# Nora Conway
Nora M. Conway (* um 1920; † um 2010) war eine irische Badmintonspielerin.

## Karriere
Nora Conway siegte 1948 erstmals bei den nationalen Titelkämpfen in Irland. Vier weitere Titelgewinne folgten bis 1952. 1948 und 1950 gewann sie die Irish Open.

## Sportliche Erfolge
| Saison | Veranstaltung                 | Disziplin   | Platz | Name                       |
| ------ | ----------------------------- | ----------- | ----- | -------------------------- |
| 1948   | Irish Open                    | Damendoppel | 1     | Nora Conway / Barbara Good |
| 1948   | Irland: Einzelmeisterschaften | Damendoppel | 1     | Nora Conway / Barbara Good |
| 1949   | Irland: Einzelmeisterschaften | Damendoppel | 1     | Nora Conway / Barbara Good |
| 1950   | Irish Open                    | Damendoppel | 1     | Nora Conway / B. Potter    |
| 1950   | Irland: Einzelmeisterschaften | Damendoppel | 1     | Nora Conway / Barbara Good |
| 1951   | Irland: Einzelmeisterschaften | Damendoppel | 1     | Nora Conway / Barbara Good |
| 1952   | Irland: Einzelmeisterschaften | Damendoppel | 1     | Nora Conway / Barbara Good |